# 藤沢市科学少年団
藤沢市科学少年団(ふじさわしかがくしょうねんだん)は、神奈川県藤沢市にある理科・自然教育を目的とした任意団体である。

## 概要
1983年（昭和58年）、神奈川県藤沢市の公立小学校の理科教員の有志によって結成。子供の理科嫌いを解消するため、理科の楽しさを子供達に伝えようと野外観察を中心とした自然教育活動が始まった。こうした経緯もあって、運営主体となる運営員会には市役所職員や市公立学校教員らが所属している
理科教育や野外観察といった月一回ほどの活動を通して、自然体験や理科への興味増加、郷土愛の育成などの達成を目指す。参加者は小学校4年生から中学校3年生までが対象で、公募によって募集されている。

## 受賞歴
- 安藤為次記念賞[2]
- 第1回朝日のびのび教育賞[1]